# ТЕС Тетуан
35°34′11.6″ пн. ш. 5°27′47.9″ зх. д. / 35.569889° пн. ш. 5.463306° зх. д.
ТЕС Тетуан — теплова електростанція на крайній півночі Марокко. Розташована у кількох кілометрах на захід від міста Тетуан, яке в свою чергу лежить менш ніж у 10 км на захід від Середземного моря та у 35 км від Гібралтарської протоки.
Станцію із встановлених на роботу у відкритому циклі двох газових турбін Alstom 5001 потужністю по 20 МВт ввели в експлуатацію у 1975—1977 роках. В середині 1990-х її підсилили ще трьома газовими турбінами MS6001B (розробка General Electric), випущеними компанією John Brown Ansaldo, з одиничною потужністю по 35 МВт.
Практично до самого кінця 20 століття Марокко не мала доступу до суттєвого джерела природного газу, оскільки трубопровід з Алжиру до Іспанії пройшов через країну лише у 1996 році, а розробка власного родовища Мескала, що стартувала у 1987-му, могла забезпечити потреби лише невеликого оточуючого району. Як наслідок, ТЕС Тетуан була запроектована під використання нафтопродуктів.